# Mariana Klaveno
Mariana Klaveno (Endicott, 25 ottobre 1979) è un'attrice statunitense.

## Biografia
Nata a Endicott, è cresciuta però in una fattoria nei pressi dello stato di Washington, assieme ai tre fratelli. Dopo essersi laureata all'Università di Washington a Seattle, dove ha studiato teatro, debutta nel 2004 nel film di fantascienza Gamebox 1.0 - Gioca o muori, in seguito ottiene varie e brevi partecipazioni a serie televisive come Alias, Standoff e E.R. - Medici in prima linea.
Nel 2007 recita in due film TV, ovvero Il passato di una sconosciuta di Russell Mulcahy e Contatto finale di Armand Mastroianni. Nel 2009 ottiene una buona visibilità interpretando il ruolo della malvagia vampira Lorena nella serie televisiva della HBO True Blood. L'attrice aveva già interpretato il personaggio in un episodio della prima stagione, per poi diventare ricorrente nella seconda e terza stagione.
Nel 2013 entra a far parte del cast principale della serie televisiva Devious Maids - Panni sporchi a Beverly Hills nella quale interpreta il ruolo dell'attrice Peri Westmore.
Nel 2014 e nel 2015 fa parte del cast della serie televisiva Stalker.

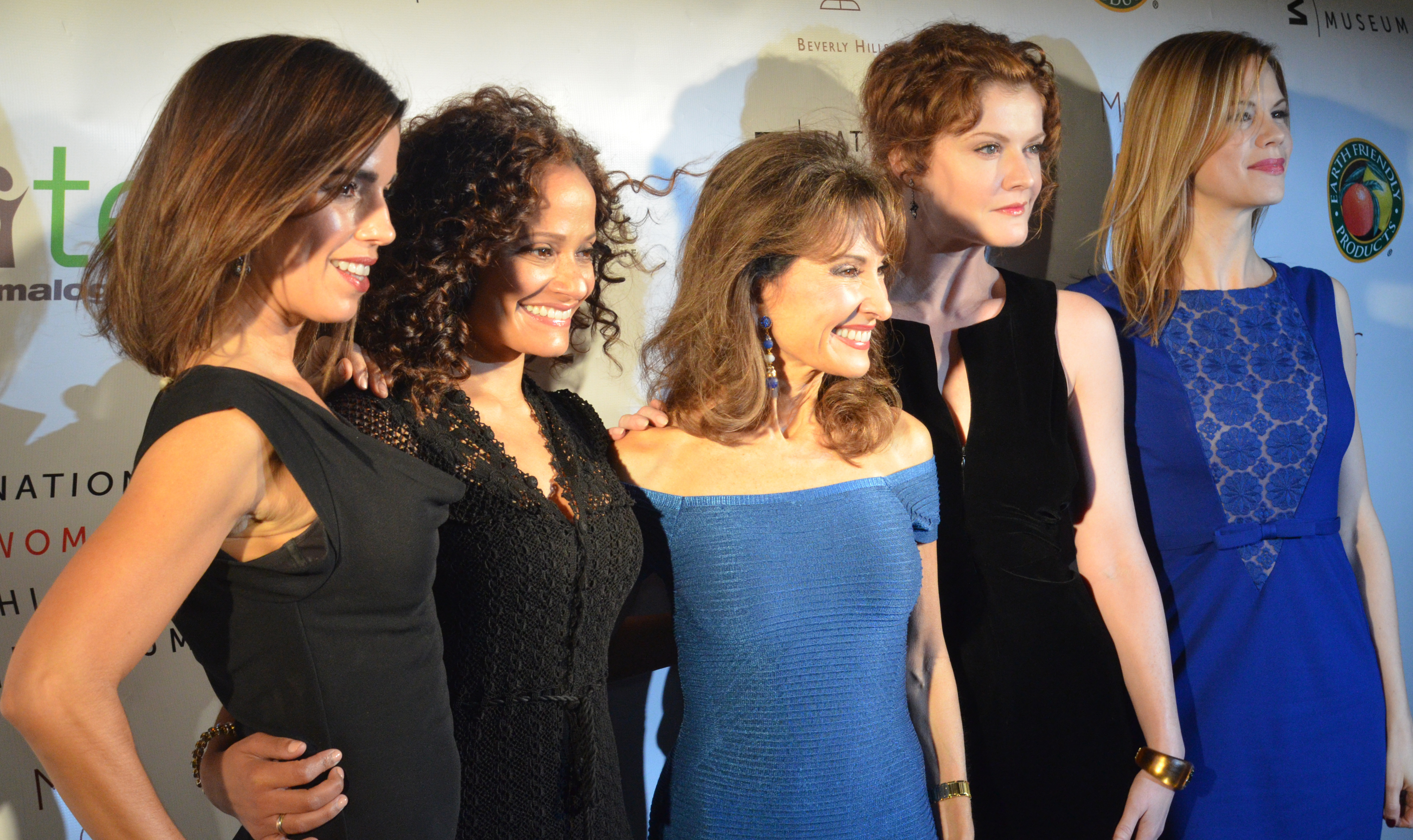
Mariana con parte del cast di Devious Maids

## Filmografia parziale

### Cinema
- Gamebox 1.0 - Gioca o muori (Game Box 1.0), regia David Hillenbrand e Scott Hillenbrand (2004)
- No God, No Master, regia di Terry Green (2013)
- Aftermath - La vendetta (Aftermath), regia di Elliott Lester (2017)

### Televisione
- Il passato di una sconosciuta (While the Children Sleep) – film TV, regia di Russell Mulcahy (2007)
- Contatto finale (Final Approach) – film TV, regia di Armand Mastroianni (2007)
- Hawaii Five-0 – serie TV, 1 episodio (2010)
- Dexter – serie TV, 2 episodi (2011)
- Criminal Minds: Suspect behavior - serie TV, 1 episodio (2011)
- True Blood – serie TV, 13 episodi (2008-2012)
- Devious Maids - Panni sporchi a Beverly Hills – serie TV, 15 episodi (2013-2016)
- Stalker – serie TV, 20 episodi (2014-2015)
- Full Circle – serie TV, 10 episodi (2016)
- Designated Survivor – serie TV, 4 episodi (2016-2017)
- Doom Patrol – serie TV, 1 episodio (2020)

## Doppiatrici italiane
Nelle versioni in italiano delle opere in cui ha recitato, Marianna Klaveno è stata doppiata da:
- Federica De Bortoli in Devious Maids - Panni sporchi a Beverly Hills, Doom Patrol
- Beatrice Margiotti in True Blood
- Domitilla D'Amico in Stalker
- Emanuela Damasio in Hawaii Five-0
- Benedetta Ponticelli in Tracker